# Czytelnictwo

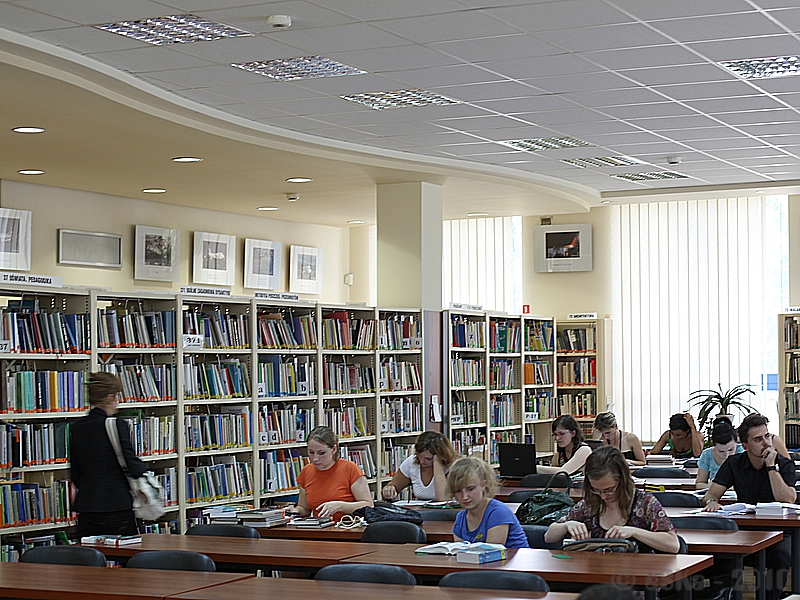
Czytelnictwo (czytelnia)

Czytelnictwo – działalność człowieka związana z czytaniem publikacji. Obejmuje kręgi czytelników mających różne upodobania i kierujących się różnymi motywami skłaniającymi do sięgnięcia po wybrany tekst. Bibliolodzy rozróżniają ponadto różne szczegółowe definicje czytelnictwa:
- Proces społeczny[1], polegający na zaspokojeniu estetycznych, intelektualnych, naukowych, informacyjnych i rozrywkowych potrzeb ludzi, poprzez przyswajanie przekazywanego pisemnie dorobku ludzkich myśli, uczuć czy wiedzy.
- Czytanie książek i czasopism jako zjawisko społeczne.
- Uwarunkowane czynnikami społecznymi i psychofizycznymi zjawiska i procesy związane ze stosunkiem czytelników książki i prasy, korzystaniem z nich i oddziaływaniem lektury na odbiorców.

Czytelnictwo obejmuje wszelkiego rodzaju kręgi czytelników, mających różne upodobania i często kierujących się odmiennymi motywami skłaniającymi do sięgnięcia po wybrany tekst. Staje się coraz bardziej złożonym i powszechnym zjawiskiem społecznym, nieustannie się zmieniając i rozwijając, a także przystosowując swoje schematy do postępu technologicznego. Czytelnictwo związane jest też z rozumieniem tekstów i ich przystępnością. Teksty napisane prostym językiem będą przystępne dla wielu osób, natomiast teksty pisane językiem specjalistycznym będą trudniejsze do zrozumienia wśród niespecjalistów. Najpoczytniejsze polskie dzienniki pisane są językiem zrozumiałym już dla uczniów gimnazjum.
Współcześnie przystępność tekstów bada się metodami ilościowymi (Indeks czytelności Flescha, Indeks czytelności FOG).

## Kultura czytelnicza
Zagadnienie ściśle związane z pojęciem czytelnictwa. Kultura czytelnicza obejmuje wszelkie powiązania pomiędzy książką, a jej odbiorcą, a także społeczno-kulturowe kompetencje czytelnika i jego doświadczenie lekturowe. Określana jest również mianem „kultury czytania” czy „oczytaniem". Oznacza:
- Zespół zainteresowań, nawyków, sprawności, umiejętności i wiadomości czytelniczych, umożliwiający człowiekowi najkorzystniejsze dla wszechstronnego rozwoju jego osobowości i twórczego funkcjonowania w społeczeństwie[4].
- Obcowanie ze słowem drukowanym, w formie papierowych wydań książek i audiobooków[5].
- Społeczne funkcjonowanie dwóch środków przekazu: książki i czasopisma oraz tekstów przez nie przenoszonych.
- Składnik osobowości ukształtowanym pod wpływem różnych czynników w toku obcowania czytelnika z przekazami piśmienniczymi.
- Zespół przeświadczeń społecznych związanych z piśmiennictwem oraz zdolność produkcji i rozpowszechniania tekstów drukowanych.

Według Jadwigi Andrzejewskiej, kultura czytelnicza to system dyspozycji motywacyjnych i dyspozycji instrumentalnych oraz wynikających z nich zachowań czytelniczych umożliwiających człowiekowi wykorzystywanie przekazów piśmienniczych w samorealizacji.
Maria Walentynowicz wymienia pięć elementów kultury czytelniczej:
- systematyczny kontakt czytelnika z lekturą,
- stosowny dobór lektury,
- umiejętność sprawnego czytania,
- umiejętność wykorzystania wiedzy zaczerpniętej z lektury,
- gromadzenie własnego księgozbioru[7].

Kultura czytania rozwija się już od najmłodszych lat, a badając stopień oczytania jednostki uwzględnia się m.in.: wychowanie czytelnicze w rodzinie, potrzeby czytania lub przyczyny ich braku, funkcje lektury w życiu człowieka, zainteresowania oraz motywy czytelnicze. Uwarunkowania i motywacje mogą dostarczyć informacji o kulturze czytelniczej jednostki. Do czynników różnicujących czytelnictwo należą: wiek, płeć, wykształcenie, wykonywany zawód, otoczenie oraz forma spędzania czasu wolnego. Okazuje się, że dziewczęta o wiele częściej sięgają po książki - co czwarta gimnazjalistka przeczytała co najmniej dziesięć książek w ciągu sześciu miesięcy, podczas gdy u chłopców tego typu czytelników było zaledwie 20%.
Chociaż umiejętność czytania jest absolutnie niezbędna, żeby uczestniczyć w procesie czytelnictwa, nie gwarantuje satysfakcjonującego obcowania z literaturą. Elementem kluczowym są kompetencje czytelnicze, zwane także lekturowymi. Andrzejewska twierdzi, że odpowiednio rozwinięte są niezbędne dla prawidłowego przebiegu aktywności czytelniczej, w szczególności odbioru lektury. Kompetencje lekturowe pomagają skutecznie rozwiązywać problemy zawodowe, naukowe, osobiste, praktyczne czy autodydaktyczne dzięki lekturze.
Kultura czytelnicza na tle kultury literackiej wyróżnia się obejmowaniem szerokiego zakresu piśmiennictwa, od literatury dziecięcej, po popularnonaukową, piękną, czy też publicystyczną. Najważniejszą cechą kultury czytelniczej jest czynność czytania jako metoda przyswajania tekstu. Na jej rozwój znacząco wpływają takie czynniki, jak: opanowanie sztuki czytania, odczuwanie faktycznej wartości lektury, a także sam kontakt z książką.

## Promocja czytelnictwa
Jest to podstawowy obszar działania bibliotek, zwłaszcza bibliotek publicznych, szkolnych oraz pedagogicznych. Obejmuje działania zmierzające do kształtowania kultury czytelniczej, wzbudzania zainteresowania książką i biblioteką, upowszechniania czytelnictwa.
Działania kierowane są zarówno do osób, które chętnie czytają i współpracują z bibliotekami, jak i do tych, które nie wykazują zainteresowania czytaniem.
Biblioteki oraz ośrodki kultury stosują różnorodne formy promowania czytelnictwa, np.:
- ogólnopolskie akcje promujące czytelnictwo i biblioteki[15] (np. Narodowe Czytanie[16], Noc Bibliotek[17], akcje fundacji Cała Polska czyta dzieciom[18], Przerwa na Czytanie[19]), Międzynarodowy Miesiąc Bibliotek Szkolnych[20], Tydzień Bibliotek[21]),
- spotkania autorskie[22],
- imprezy plenerowe (np. pikniki czytelnicze[23], murale[24], questy, gry miejskie czy terenowe, Odjazdowy Bibliotekarz[25]),
- konkursy czytelnicze[26],
- gry i gamifikacje[27] (np. escape roomy[28][29]),
- wspólne czytanie[30],
- kreatywna fotografia z wykorzystywaniem okładek książek (np. sleeveface[31], żywa okładka),
- udostępnianie książek poza biblioteką, np. bookcrossing[32],
- kluby książki[33],
- wydarzenia w bibliotece (np. wystawy[34], akcja "Noc bibliotek"[35]),
- kreatywne prace plastyczne, autorskie formy książkowe, np. lapbook[36], leporello[37][38];
- promocja czytelnictwa w mediach społecznościowych[39] i internecie (np. poprzez Facebook[40], Instagram[41], TikTok[42], blogi biblioteczne[43]),
- działania, które nie są bezpośrednio nakierowane na promocję czytelnictwa, ale pomagają budować związek czytelnika z biblioteką (np. projekcje filmów, Dzień Gier Planszowych[44], warsztaty fotograficzne)[12].